# Філіп Новак
Філіп Новак (чеськ. Filip Novák; 7 травня 1982, м. Чеські Будейовиці, ЧССР) — чеський хокеїст, захисник. Виступає за «Слован» (Братислава) у Континентальній хокейній лізі. 
Вихованець хокейної школи ХК «Чеські Будейовиці». Виступав за «Реджайна Петс» (ЗХЛ), «Сан-Антоніо Ремпедж» (АХЛ), «Бінгемтон Сенаторс» (АХЛ), «Оттава Сенаторс», «Сірак'юс Кранч» (АХЛ), «Колумбус Блю-Джекетс», ХК «Чеські Будейовиці», «Динамо» (Рига), ХК МВД (Твер), «Динамо» (Москва).
В чемпіонатах НХЛ — 17 матчів (0+0).
У складі національної збірної Чехії учасник чемпіонату світу 2010 (3 матчі, 0+1). У складі молодіжної збірної Чехії учасник чемпіонату світу 2002. У складі юніорської збірної Чехії учасник чемпіонату світу 1999.
Досягнення
- Чемпіон світу (2010)
- Володар кубка Гагаріна (2012, 2013), фіналіст (2010).